# متلازمة أكسينفيلد ريجر
متلازمة أكسينفيلد ريجر (بالإنجليزية: Axenfeld–Rieger syndrome) هي اضطراب وراثي جسمي سائد نادر يؤثر على نمو الأسنان والعينين ومنطقة البطن.

## الفيزيولوجيا المرضية
متلازمة أكسينفيلد ريجر لها نمط وراثي سائد. حيث أن الجينات الجزيئية لمتلازمة أكسينفيلد ريجر ليست مفهومة جيدًا، ولكنها تركز على ثلاثة جينات تم تحديدها عن طريق استنساخ نقاط توقف الكروموسومات من المرضى.
هذا الاضطراب وراثي باعتباره سمة جسمية سائدة، مما يعني أن الجين المعيب يقع على صبغي جسمي، ونسخة واحدة فقط من الجين تكفي لإحداث الاضطراب عندما يتم توريثها من أحد الوالدين المصاب بالاضطراب. كما هو موضح في الرسم البياني، فإن هذا يعطي فرصة بنسبة 50/50 لنسل وراثة الحالة من أحد الوالدين المصاب.

## التشخيص
على الرغم من أن هذا التشوه معروف بعلاقته بظهور الجلوكوما (ماء أزرق في العين)، إلا أن التشوه لا يقتصر على العين، لأن متلازمة أكسينفيلد ريجر عندما ترتبط بالطفرة الجينية PITX2 عادة ما تظهر تشوهات خلقية في الوجه والأسنان والجهاز الهيكلي.
أكثر السمات المميزة التي تؤثر على العين هي الحلقة المقوسة الخلفية للقرنية، والمعروفة باسم «قَوسُ القَرْنِيَّةِ الأَمامِيَّة». في الحالات الشديدة، قد تكون القزحية ملتصقة بالقرنية الأمامية لخط شوالب.
تشخبص
يمكن التعرف على واحدة من الطفرات الجينية الثلاثة المعروفة التي تسبب متلازمة ريجر من خلال تحليل العينات الجينية. حوالي 40٪ من مرضى Axenfeld-Rieger أظهروا طفرات في الجينات PITX2 و FOXC1 و PAX6. الفرق بين متلازمة أكسينفيلد-ريجر من النوع 1 و 2 و 3 هو السبب الجيني، حيث تظهر جميع الأنواع الثلاثة نفس الأعراض والشذوذ.

## تصنيف
تصنيف الوراثة المندلية البشرية عبر الإنترنت (OMIM) هو كما يلي:
| النوع             | الوراثة المندلية البشرية عبر الإنترنت (OMIM)         | الجين        |
| ----------------- | ---------------------------------------------------- | ------------ |
| Type 1            | الوراثة المندلية البشرية عبر الإنترنت (OMIM): 180500 | PITX2        |
| Type 2            | الوراثة المندلية البشرية عبر الإنترنت (OMIM): 601499 | محتمل FOXO1A |
| Type 3            | الوراثة المندلية البشرية عبر الإنترنت (OMIM): 602482 | FOXC1        |
| متلازمة DeHauwere | الوراثة المندلية البشرية عبر الإنترنت (OMIM): 109120 | غير معروف    |

يمكن أن يمنح اكتشاف أي من هذه الطفرات المرضى تشخيصًا واضحًا ويمكن تقديم إجراءات ما قبل الولادة مثل التشخيص الوراثي السابق للانغراس، وأخذ عينات من الزغبات المشيمية، وبزل السلى للمرضى والآباء المحتملين.

## التسمية
تم تسميته على اسم طبيب العيون الألماني ثيودور أكسينفيلد الذي درس اضطرابات الجزء الأمامي، خاصة تلك مثل متلازمة ريجر وشذوذ أكسينفيلد.
تتميز متلازمة أكسينفيلد ريجر بتشوهات في العين والأسنان وبنية الوجه. يتم تحديد متلازمة ريجر، حسب التعريف الطبي، من خلال وجود أسنان مشوهة، ونقص نمو الجزء الأمامي من العين، ومشاكل القلب المرتبطة بها.
يستخدم مصطلح «متلازمة ريجر» أحيانًا للإشارة إلى وجود ارتباط مع الجلوكوما (ماء ازرق في العين). يحدث الجلوكوما في ما يصل إلى 50٪ من مرضى متلازمة ريجر. يتطور الجلوكوما خلال فترة المراهقة أو الطفولة المتأخرة، ولكنه يحدث غالبًا في مرحلة الطفولة. بالإضافة إلى ذلك، قد ينشأ خط شوالبي البارز، وهو عبارة عن حلقة معتمة حول القرنية تُعرف باسمقَوسُ القَرْنِيَّةِ الخلفي، مع نقص تنسج القزحية. تحت متوسط الطول والقامة، يمكن أيضًا ملاحظة توقف نمو ملامح منتصف الوجه والقصور العقلي في المرضى.